# ツキノカガヤキ ホシノマタタキ
『ツキノカガヤキ ホシノマタタキ』は、日本の女性ロック歌手・田村直美の5枚目のアルバムである。1999年7月28日発売。

## 概要
約1年半ぶりにリリースした本作はカバー曲「カサブランカ・ダンディ」以外の全曲は作詞・共同作曲を担当した。
本作にはCD-EXTRAとして、田村の自作絵本『魔女のガーナ』が収録されている。

## 収録曲
1. extra flesh (album version)
作詞：田村直美　作曲：田村直美・tatsumi@moritoki.com　編曲：鷹羽仁
  - TBS系ドラマ 愛の劇場『大好き!五つ子』主題歌。同日発売の、18枚目のシングル表題曲のアルバムバージョン。
2. 春夏秋冬
作詞：田村直美　作曲：田村直美・石川寛門　編曲：鷹羽仁
3. 一秒後の現実 一秒前の憂鬱
作詞：田村直美　作曲：田村直美・tatsumi@moritoki.com　編曲：鷹羽仁
4. さよならが残した傷痕
5. Radical love
作詞：田村直美　作曲：田村直美・tatsumi@moritoki.com　編曲：鷹羽仁
6. SWEET 7DAYS
作詞：田村直美　作曲：田村直美・tatsumi@moritoki.com　編曲：鷹羽仁
  - 17枚目のシングル表題曲。TBS系ドラマ 愛の劇場『熱中家族』主題歌。
7. カサブランカ・ダンディ（原曲：沢田研二）
作詞：阿久悠　作曲：大野克夫　編曲：弥吉淳二・鷹羽仁
  - 16枚目のシングル表題曲。ノエビアCMイメージソング。
8. 網
作詞：田村直美　作曲：田村直美・石川寛門　編曲：鷹羽仁
9. 雨の音をtululi-lala
作詞：田村直美　作曲：田村直美・tatsumi@moritoki.com　編曲：鷹羽仁
10. 呼吸している
作詞：田村直美　作曲：田村直美・tatsumi@moritoki.com　編曲：鷹羽仁
11. 月のように
作詞：田村直美　作曲：田村直美・石川寛門　編曲：鷹羽仁
12. Feel my way どんな時がきても
作詞：田村直美　作曲：田村直美・tatsumi@moritoki.com　編曲：鷹羽仁
  - フジテレビ系ドラマ『傷だらけのラブソング』において中島美嘉が劇中歌としてカバーした。
13. 魔女のガーナ （CD-EXTRA）
作詞：田村直美、作曲・編曲：守時龍巳、語り：田村直美
  - 田村自作の絵本。

## レコーディング参加
- 北島健二（FENCE OF DEFENSE） - ギター
- 弥吉淳二 - ギター
- 美久月千晴 - ベース
- 佐野康夫 - ドラム
- 山木秀夫 - ドラム
- 坂井紀雄 - コーラス